# La Couture-Boussey
La Couture-Boussey è un comune francese di 2 276 abitanti situato nel dipartimento dell'Eure nella regione della Normandia.

## Società

### Evoluzione demografica
Abitanti censiti